# آدم كروغ
آدم كروغ (بالإنجليزية: Adam Krug)‏ هو لاعب هوكي الجليد أمريكي، ولد في 6 يونيو 1983 في ليفونيا في الولايات المتحدة.

## وصلات خارجية
- آدم كروغ على موقع EliteProspects.com (الإنجليزية)
- آدم كروغ على موقع HockeyDB.com (الإنجليزية)